# Festival Internacional de Cine de Nueva Zelanda
El Festival Internacional de Cine de Nueva Zelanda es un festival de cine que se celebra anualmente en Nueva Zelanda durante la segunda mitad del año, comenzando en Auckland en julio.
El festival ha crecido considerablemente desde la fusión en 1984 del Festival Internacional de Cine de Auckland (fundado en 1969) y el Festival de Cine de Wellington (fundado en 1972). El festival está gestionado por el New Zealand Film Festival Trust. En 2009, por primera vez, el festival prescindió de sus diversas denominaciones regionales y unificó los distintos festivales bajo la bandera del Festival Internacional de Cine de Nueva Zelanda (utilizando la abreviatura "NZIFF"). Hasta entonces, cada región se promocionaba con el nombre de la misma, a pesar de compartir programa y material gráfico desde 2002. El festival tiene una larga tradición de apoyo a los cineastas de Nueva Zelanda y al cine de Nueva Zelanda.

## Historia
En 1996, el New Zealand Film Festival Trust fue creado por Bill Sheat, el presidente fundador que permaneció en el cargo hasta 2003. El fideicomiso administra' festivales anuales de cine en Auckland, Wellington y otros diez centros con una asistencia anual de más de 250.000 espectadores (y un récord en 2019 de más de 264.000).

### Auckland
Auckland fue la primera ciudad del país en tener un festival de cine. Fundado en 1969, el Festival Internacional de Cine de Auckland (AIFF) se convirtió con el tiempo en un evento de recaudación de fondos que subvencionaba las artes en vivo. Rescatado de este papel por la intervención de la Federación Neozelandesa de Sociedades Cinematográficas en 1984, el AIFF logró una audiencia superior a los 100.000 espectadores por primera vez en 2005. En 2019, alcanzó una audiencia récord de más de 112.000 espectadores. El año 2000 marcó el regreso del AIFF al renovado Teatro Cívico, un célebre teatro atmosférico construido en 1929.

### Wellington
El Festival de Cine de Wellington (WFF) fue inaugurado por Lindsay Shelton y la Wellington Film Society con siete películas en 1972.[cita requerida] Treinta años después, mostró más de 150 programas a una audiencia de más de 71.000. En 2018 superó las 84.000 admisiones. La sede principal es el Teatro Embassy, y la WFF y NZIFF han desempeñado un papel importante en la rehabilitación y remodelación continua del teatro.

### Dunedin y Christchurch
Fundada en 1977, la manifestación del Festival de Dunedin presentó un paquete destacado de 75 largometrajes, además de cortometrajes, en el Regent Theatre . Fundado junto con el evento de Dunedin en 1977, el Festival de Christchurch presentó sustancialmente el mismo programa.

### Otras regiones
Una selección de títulos de festivales sigue viajando por Nueva Zelanda, lo que hace que el NZIFF sea único en el escenario de los festivales de cine del mundo. Los centros provinciales cubiertos por el festival incluyen Gore, Hamilton, Hawke's Bay, Masterton, New Plymouth, Palmerston North, Tauranga y Timaru.